# Tornitura

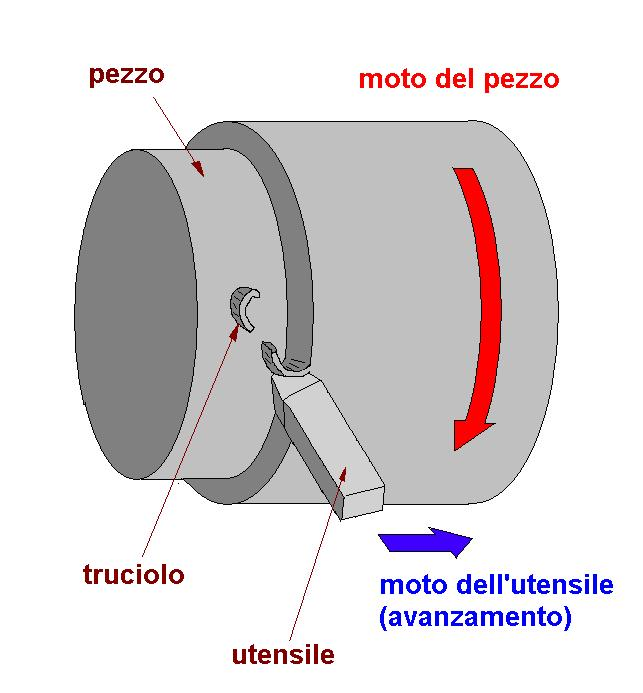
I movimenti del pezzo e dell'utensile nella tornitura

La tornitura è un processo di produzione industriale ottenuta per asportazione di truciolo. La tornitura viene definita da un moto rotatorio del pezzo e un moto per lo più rettilineo dell'utensile (nella fresatura e nella foratura l'utensile possiede invece un moto rotatorio). Il tagliente dell'utensile penetra nel materiale del pezzo e ne stacca la parte in eccesso (sovrametallo) formando così un truciolo. La macchina utensile usata per la tornitura è il tornio.
La tornitura viene utilizzata ampiamente nella lavorazione di metalli, ma anche per legno e pietra. Gli aspetti descritti nel seguito si riferiscono soprattutto alla realizzazione di pezzi in metallo.

## Tipi di tornitura
Secondo la superficie che si vuole ottenere, la tornitura viene suddivisa in:
- tornitura piana (o sfacciatura): superfici piane perpendicolari all'asse di rotazione del pezzo
- tornitura conica: superfici coniche
- tornitura cilindrica: superfici cilindriche coassiali con l'asse di rotazione del pezzo
- tornitura elicoidale: superfici elicoidali, p.e. l'esecuzione di filettature sul tornio
- tornitura di forma (o profilatura): superfici di contorni complessi
- tornitura in lastra: deformazione del metallo in lastra o lamiera

Secondo la posizione dell'utensile si distingue in:
- tornitura esterna: lavorazione della parte esterna del pezzo
- tornitura interna: lavorazione della parte interna di un pezzo cavo

Secondo il grado di finitura la lavorazione viene chiamata:
- sgrossatura: si toglie più in fretta possibile il grosso del sovrametallo. Si usano utensili in grado di resistere a forti sollecitazioni; le tolleranze specificate nei disegni non vengono considerate.
- finitura: per finire il pezzo, diventa importante il tipo e le dimensioni dell'utensile usato, che va scelto con attenzione. La velocità di taglio e il numero di giri mandrino vanno regolati per ottenere una superficie finale con le proprietà desiderate, rugosità soprattutto, e si raggiungono le misure previste nel disegno, entro le tolleranze da esso specificate. Per questo tipo di lavorazione esistono svariati tipi di macchinari utensili a controllo numerico ad elevata precisione[1].
- zigrinatura: per zigrinatura s'intende una particolare finitura superficiale, ottenuta mediante deformazione plastica di superfici cilindriche, da rulli zigrinatori, o godroni.

Se l'utensile penetra nel pezzo si ha la tornitura a tuffo e se l'utensile toglie il pezzo finito dal resto del materiale (barra non lavorata) si parla di troncatura. Qualche volta il pezzo si stacca troppo presto mantenendo un resto di materiale non tornito chiamato testimone.
Nella tornitura a copiare, un'attrezzatura con un tastatore viene fatta scorrere su una sagoma, trasmettendo il proprio moto all'utensile che in tal modo ne riproduce il profilo sul pezzo. Nella tornitura con utensile di forma (o tornitura a profilo costante) viene utilizzato un utensile con un profilo sul tagliente che riproduce un negativo del proprio profilo sul pezzo.
Il pezzo può anche essere fissato in modo eccentrico per tornire parti eccentriche, ad esempio le superfici cilindriche di un albero a gomito.

## Utensili da tornio
A seconda della loro composizione i materiali per utensili si possono classificare in:
- acciai al carbonio e acciai debolmente legati da utensili: ovvero acciai semplici al carbonio e acciai al carbonio debolmente legati, con percentuale di carbonio variabile da 0,90% a 1,30%; presentano elevata durezza HRC(65-70) a freddo, che una volta oltrepassati i 200° diminuisce bruscamente.
- acciai rapidi e superrapidi: hanno una composizione chimica che comprende tungsteno, cromo, vanadio e molibdeno oltre al carbonio contenuto nella percentuale variabile da 0,7% a 1,5%. Manganese e silicio sono contenuti in percentuali inferiori allo 0,5% mentre nei superrapidi si ha la presenza dal 4% al 12% (max 20%) di cobalto.
- leghe fuse di cobalto: le leghe fuse (o stelliti) non sono acciai, perché contengono ferro in quantità limitata. Le proprietà delle leghe fuse sono l'elevatissima durezza (HRC=65-70) mantenuta anche a temperatura elevata e la scarsa resilienza.
- carburi metallici sinterizzati e carburi metallici rivestiti: noti anche come metalli duri, vengono prodotti con la tecnologia della metallurgia delle polveri. Sono caratterizzati da elevata durezza (HRC=78) mantenuta anche a caldo, da una grande resistenza a compressione. Le principali caratteristiche negative sono la bassa resistenza a trazione, flessione e fatica, oltre alla bassa resilienza. Permettono di raggiungere una produzione oraria elevata, di lavorare materiali durissimi, e ai suddetti difetti si rimedia facilmente.
- materiali ceramici: chiamati anche cermet, sono ottenuti mediante metallurgia delle polveri, e sono costituiti essenzialmente da allumina (90-99%) e da altri metalli o ossidi o carburi. Seppur dotati di eccezionali proprietà di durezza sia a freddo che a caldo, sono molto fragili e vanno quindi utilizzati con appropriati parametri di taglio
- nitruro di boro cubico (CBN): usato per produrre utensili per la prima volta verso il 1970, il nitruro di boro cubico è un materiale di elevatissima durezza e resistenza all'usura. Adatto specialmente per lavorazioni di finitura di materiali duri, come acciai temprati, acciai da utensili ecc.
- diamante: permette di utilizzare velocità di taglio elevatissime (1000–6000 m/min), lavorare per moltissimo tempo senza usurarsi e ottenere superfici a specchio. Usato soprattutto su materiali tipo alluminio, rame, bronzo, ecc.

Gli utensili utilizzati possono essere interi (ovvero composti da un unico materiale, ad esempio acciaio rapido temprato) o di riporto (composti da più materiali).
In questo secondo caso solo la parte attiva dell'utensile, la testa di taglio, consiste di un materiale duro, come un metallo duro (i cosiddetti widia), allumina, nitruro di boro o diamante; la parte passiva dell'utensile, lo stelo, viene costruito utilizzando materiali tenaci e più economici, come l'acciaio.
Il tagliente può essere fissato sullo stelo tramite saldatura, tramite brasatura dura con leghe di rame o argento (utensili brasati) oppure tramite un sistema di fissaggio meccanico con una vite, staffa o leva (portainserti). Oggi vengono utilizzati per lo più portainserti con inserti a forme standardizzate, in modo da poter sostituire un inserto eccessivamente usurato o rotto riutilizzando il medesimo portainserti.

## Rompitruciolo e avvolgitruciolo
Durante le operazioni di tornitura, soprattutto nelle lavorazioni di alluminio e acciaio dolce, si forma un truciolo continuo che può provocare danni al tagliente e pericoli per l'operatore. Questo non vale per lavorazioni effettuate tramite utensili in acciaio superrapido, perché la bassa velocità di taglio permette di controllare lo svolgimento del truciolo.
L'inconveniente viene eliminato adottando una delle due seguenti strade:
- Avvolgitruciolo: il truciolo, mediante un invito realizzato sul petto dell'utensile, si avvolge strettamente su se stesso e successivamente si allontana.
- Rompitruciolo: il rompitruciolo viene sempre realizzato sul petto dell'utensile e consiste in un gradino contro il quale va a sbattere il truciolo rompendosi.

## Durata di un utensile
Si definisce durata di un utensile il tempo che un utensile può lavorare a una certa velocità di taglio prima di essere sostituito o riaffilato. Parametro essenziale per la durata di un utensile è la velocità di taglio: al variare di questa varia anche l'usura e quindi anche la sua durata.
La relazione di Taylor lega la durata alla velocità di taglio:
{\displaystyle V_{t}\ T^{n}=C_{t}}
dove:
- {\displaystyle V_{t}} = velocità di taglio in metri/minuto
- T = durata in minuti tra un'affilatura e la successiva
- n = costante dipendente dal materiale in lavorazione e dal materiale di cui è costituito l'utensile
- {\displaystyle C_{t}} = costante dipendente da diversi fattori come angoli caratteristici dell'utensile, refrigerazione in uso, profondità di passata.

questa relazione è da prendere in considerazione con le dovute cautele, dato che alcuni autori ne consigliano l'applicazione solo in regimi d'uso ben precisi, e non in generale.
Comunque anche se la velocità di taglio è il parametro di processo che influenza maggiormente la durata dell'utensile, l'equazione di Taylor può essere modificata per tenere in considerazione altri parametri di processo quali l'avanzamento f (in mm/giro) e la profondità di passata d (in mm), ottenendo la relazione:
{\displaystyle V_{t}\ T^{n}\ d^{x}\ f^{y}=C_{t}}
dove gli esponenti x e y (assumono valori inferiori all'unità) vengono determinati sperimentalmente a seconda della condizione di taglio.

## Montaggio del pezzo
Il pezzo da lavorare può essere montato sul tornio parallelo in più modi per ricevere il moto rotatorio necessario alla lavorazione:
- a sbalzo su mandrino autocentrante. In questo caso sulla filettatura dell'albero del tornio viene montato il mandrino autocentrante. È un montaggio adatto alla lavorazione di pezzi corti, oppure per operazioni di sfacciatura, troncatura, esecuzione di fori da centro o altre lavorazioni assiali.
- tra le punte, cioè tra punta e contropunta. In questo caso sull'asse del tornio viene montata la punta, sulla filettatura dell'albero viene avvitato un disco munito di un perno eccentrico, detto menabrida, che trascina il codolo della brida (un morsetto a forma di goccia) che a sua volta trascina il pezzo in lavoro. Sulla controtesta viene inserita la contropunta, che può essere anche girevole. Per poter effettuare questo tipo di montaggio sulle due estremità del pezzo devono essere preventivamente eseguiti i fori da centro.
- tra il mandrino autocentrante e la contropunta. È una combinazione delle due possibilità precedenti.

## Galleria d'immagini

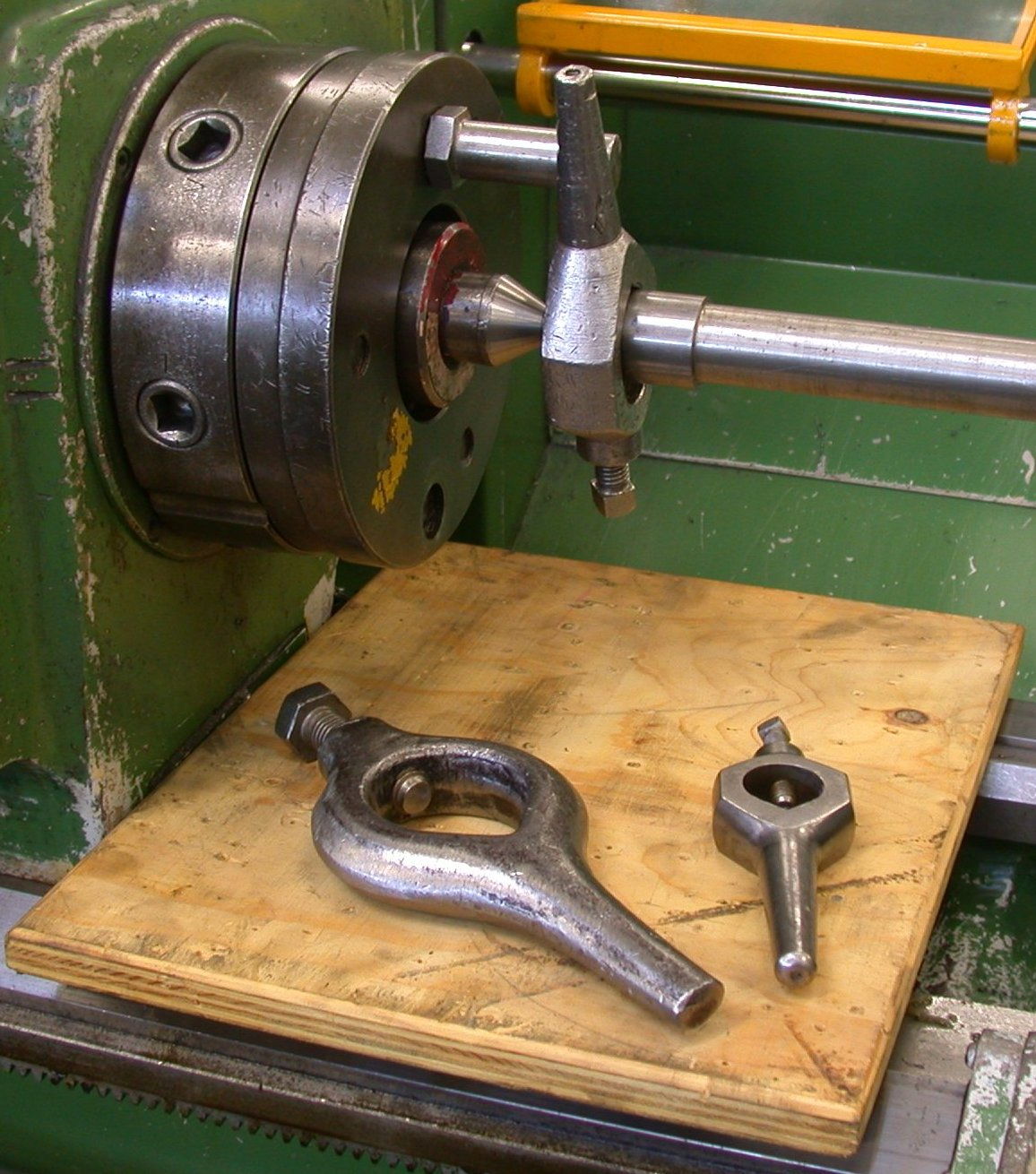
Vari tipi di brida e disco menabrida
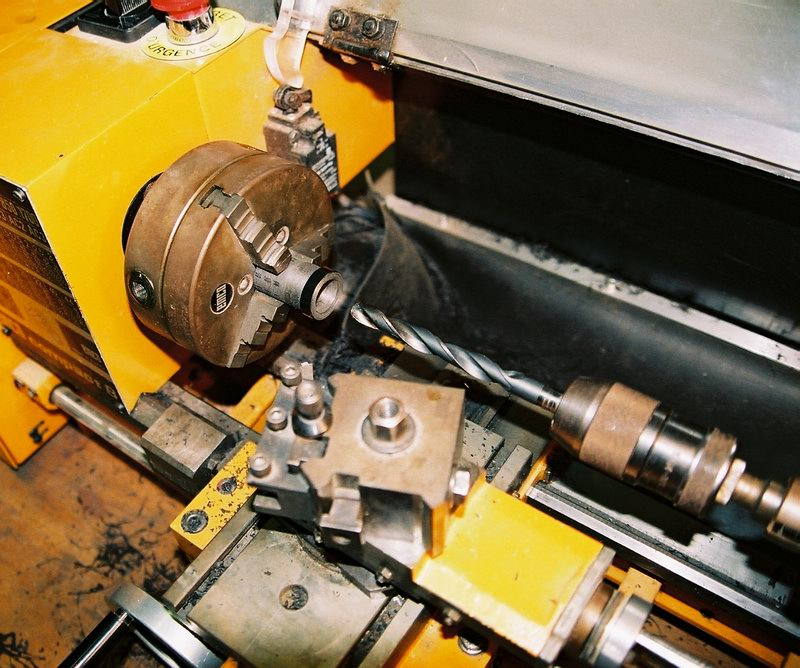
Pezzo montato su mandrino autocentrante
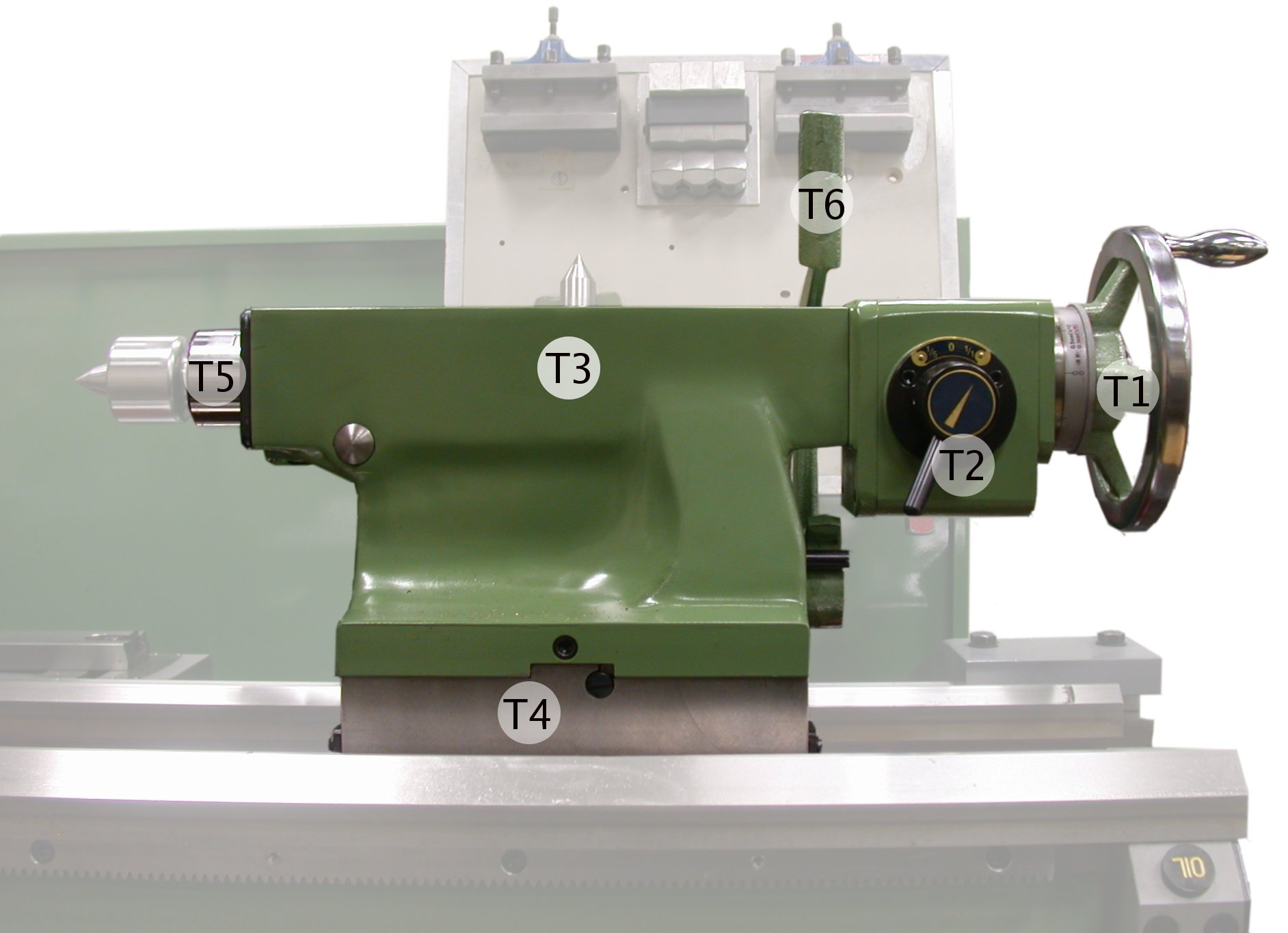
Controtesta (meglio conosciuta col nome di toppomobile)